# Mariene ecoregio Cortés
De Mariene ecoregio Cortés (60) (Engels: Cortezian marine ecoregion) is een biogeografische regio en ligt in het oosten van de Grote Oceaan in de Mariene provincie Warme Gematigde Noordoostelijke Stille Oceaan (11) in het Marien rijk Gematigde Noordelijke Stille Oceaan. De mariene ecoregio is vastgesteld door het World Wide Fund for Nature en The Nature Conservancy en is vernoemd naar de Zee van Cortés.
In het zuiden grenst het gebied aan de mariene ecoregio Mexicaanse Tropische Stille Oceaan (166) en in het zuidwesten aan de mariene ecoregio Magdalena Transitie (61).

## Geografie
De mariene ecoregio ligt in het oosten van de Grote Oceaan in de Golf van Californië ten oosten van het Mexicaanse schiereiland Neder-Californië en ten westen van het Mexicaanse vasteland. Het gebied strekt zich uit van het noorden van de golf tot aan de lijn van de zuidpunt van het schiereiland met Cabo San Lucas naar Cabo Corrientes en omvat onder andere ook de Bahía de Banderas bij Puerto Vallarta en de wateren rond de Maria-eilanden.
Het gebied kenmerkt zich door slechts lokale zeestromingen.

## Biogeografie
Het gebied kent zeeleven dat houdt van gematigde temperaturen.